# 磐石湾
磐石湾是中国在20世纪文化大革命期间的一个京剧剧目，被列为样板戏、红色经典之一。

## 历史
《磐石湾》是上海京剧院的剧目。

## 故事情节
1963年中华人民共和国国庆前夕，中国东南沿海渔村磐石湾的民兵连长陆长海发现了一把可疑的刀鞘，并以此为线索得知了在台湾的中華民國海軍将要来破坏的计划。在战斗中陆长海负伤。陆长海用包伤口的血巾裹住标灯，吸引来军民将这些敌特全歼。

## 场次
第一场：螺号鸣；
第二场：黑风卷；
第三场：刀对鞘；
第四场：支委会；
第五场：落水狗；
第六场：燕尾岛；
第七场：蜂窝洞；
第八场：狼牙礁。

## 流行唱段
冲破千层巨浪、斗智、眼见得敌人钻进包围圈、负伤痛、望海空、怎能忘、看他们言语支吾、把所有的漏洞都补上

## 其他艺术形式
- 1976年彩色舞台艺术影片《磐石湾》：谢晋、梁廷铎执导，李崇善、齐淑芳、施正泉、王梦云、周鲁中、朱伟忠、陈正枉等主演，琴师蒋阿炳，鼓師張鑫海。
- 多种小人书以此为主题。